# Nemipterus sugillatus
Nemipterus sugillatus là một loài cá biển thuộc chi Nemipterus trong họ Cá lượng. Loài cá này được mô tả lần đầu tiên vào năm 2017.

## Từ nguyên
Danh từ định danh sugillatus trong tiếng Latinh có nghĩa là "vết bầm tím", hàm ý đề cập đến vệt màu hồng tím hoặc xanh tím ở phần trên nắp mang của loài này.

## Phân bố và môi trường sống
N. sugillatus chỉ được biết đến ở phía nam Indonesia (các đảo Java, Bali và Lombok) và bờ nam đảo Đài Loan. Giống như những loài Nemipterus khác, N. sugillatus sống trên nền đáy cát và bùn ở vùng nước ngoài khơi, được tìm thấy ở độ sâu khoảng 65–125 m.

## Mô tả
Chiều dài cơ thể lớn nhất được ghi nhận ở N. sugillatus là 25,6 cm. Loài này có kiểu màu tương đồng với Nemipterus virgatus, nhưng khác là N. sugillatus không có sọc vàng thứ hai dọc theo gốc vây lưng và không có đốm đỏ ở gốc đường bên, cũng không có tia sợi dài ở đuôi.
Số gai vây lưng: 10; Số tia vây lưng: 9; Số gai vây hậu môn: 3; Số tia vây hậu môn: 7; Số gai vây bụng: 1; Số tia vây bụng: 5; Số tia vây ngực: 14–15.

## Sử dụng
N. sugillatus thi thoảng được bán ở chợ cá địa phương từ những người đánh cá thủ công.